# Westerngrund von Neuengronau und Breunings
Westerngrund von Neuengronau und Breunings este o arie protejată (arie specială de conservare — SAC, sit de importanță comunitară — SCI) din Germania întinsă pe o suprafață de 100,8 ha, integral pe uscat.

## Localizare
Centrul sitului Westerngrund von Neuengronau und Breunings este situat la coordonatele 50°16′39″N 9°34′39″E / 50.2775°N 9.5775°E.

## Înființare
Situl Westerngrund von Neuengronau und Breunings a fost declarat sit de importanță comunitară în aprilie 1999 pentru a proteja 43 de specii de animale. Situl a fost protejat și ca arie specială de conservare în martie 2008.

## Biodiversitate
Situată în ecoregiunea continentală, aria protejată conține 6 habitate naturale: Cursuri de apă de la nivel de câmpie la nivel montan, cu vegetație Ranunculion fluitantis și Callitricho-Batrachion, Formațiuni ierboase bogate în specii de Nardus, dezvoltate pe substraturi silicioase în zone montane (și în zone submontane, în Europa continentală), Liziere de ierburi înalte hidrofile de câmpie și de nivel montan până la alpin, Fânețe de joasă altitudine (Alopecurus pratensis, Sanguisorba officinalis), Păduri de fag Luzulo-Fagetum, Păduri aluvionare cu Alnus glutinosa și Fraxinus excelsior (Alno-Padion, Alnion incanae, Salicion albae).
La baza desemnării sitului se află mai multe specii protejate:
- păsări (40): lăcar-de-mlaștină (Acrocephalus palustris), fluierar de munte (Actitis hypoleucos), minunița (Aegolius funereus), pescăruș albastru (Alcedo atthis), rață lingurar (Anas clypeata), rață mică (Anas crecca crecca), rață cârâitoare (Anas querquedula), gâscă cenușie (Anser anser), fâsă de luncă (Anthus pratensis), Ardea purpurea purpurea, buha (Bubo bubo), Bucephala clangula, fugaci de țărm (Calidris alpina), fugaci mic (Calidris minuta), barză neagră (Ciconia nigra), mierla de apă (Cinclus cinclus), erete cenușiu (Circus pygargus), porumbel de scorbură (Columba oenas), ciocănitoare pestriță mică (Dendrocopos minor), ciocănitoare neagră (Dryocopus martius), șoimul rândunelelor (Falco subbuteo), muscar negru (Ficedula hypoleuca), Fringilla montifringilla, becațină comună (Gallinago gallinago), capîntortură (Jynx torquilla), sfrâncioc roșiatic (Lanius collurio), sfrâncioc mare (Lanius excubitor excubitor), Locustella naevia, forfecuță gălbuie (Loxia curvirostra), gaia neagră (Milvus migrans), gaia roșie (Milvus milvus), alunar (Nucifraga caryocatactes), vultur pescar (Pandion haliaetus), bătăuș (Philomachus pugnax), ciocănitoare verzuie (Picus canus), Rallus aquaticus aquaticus, Tachybaptus ruficollis ruficollis, fluierarul cu picioare roșii (Tringa totanus), pupăză (Upupa epops), nagâț (Vanellus vanellus)
- mamifere (1): castor (Castor fiber)
- nevertebrate (1): phengaris nausithous (Maculinea nausithous)
- pești (1): cicar (Lampetra planeri)

Pe lângă speciile protejate, pe teritoriul sitului au mai fost identificate 6 specii de plante, 2 specii de păsări, 4 specii de nevertebrate, 3 specii de pești, 3 specii de reptile.